# 鐵血戰士：狩獵追擊
是一部2022年美國時代科幻動作片，由丹·崔克坦伯格執導，派翠克·艾森編寫劇本。該片為《終極戰士》系列的第五部電影兼前傳，由安柏·米桑德和丹恩·狄利埃格羅主演。
《鐵血戰士：狩獵追擊》2022年8月5日於Disney+全球上線，發行後有部分影評家給予較高好評。

## 演員
- 安柏·米桑德飾演納魯（Naru）
- 達珂塔·比弗（Dakota Beavers）飾演塔布（Taabe）
- 丹恩·狄利埃格羅（英语：Dane DiLiegro）飾演铁血战士

## 劇情
17世紀的北美大草原上柯曼奇印地安原住民族，納魯是族中第一女獵手，突然發現敵人逼近，但沒想到是高科技外星戰士，她要利用有限的狩獵社會原始認知對抗未見過的高科技武器，避免被屠村的命運。

## 製作
2020年11月，據報導丹·崔克坦伯格將執導《終極戰士系列》的第五部電影，劇本由《湯姆克蘭西傑克萊恩》和《絆腳石行動》的編劇派翠克·艾森（Patrick Aison）編寫。2021年5月，據報導安柏·米桑德將擔任該片的主角 。2021年11月，迪士尼公佈正式片名為《鐵血戰士：狩獵追擊》（Prey），並宣佈將於2022年夏季上線Hulu，海外地區上線Disney+。

### 拍攝
拍攝於2021年在卡加利開始進行。2021年7月，製片人約翰·戴維斯透露該片已完成了四分之三的拍攝。2021年9月，攝影師傑夫·卡特（Jeff Cutter）證實拍攝已經殺青，並透露該片由米桑德和丹恩·狄利埃格羅主演。

### 發行
《鐵血戰士：狩獵追擊》定於2022年8月5日全球上線Hulu，海外地區上線Disney+。東南亞地區則上線Hotstar，而拉丁美洲上線Star+。

## 外部連結
- 互联网电影数据库（IMDb）上《鐵血戰士：狩獵追擊》的资料（英文）
- 豆瓣电影上《鐵血戰士：狩獵追擊》的資料 （简体中文）